# Ådalsmotorvejen
De Ådalsmotorvejen (Nederlands: Ådalsautosnelweg) is een twee kilometer lange autosnelweg in Denemarken, die het centrum van Aalborg verbindt met het Knooppunt Aalborg Centrum. Bij dit knooppunt heeft de Ådalsmotorvejen een aansluiting op de Nordjyske Motorvej, die daar het nummer E45 draagt.
De Ådalsmotorvejen is administratief genummerd als M703. Dit nummer wordt echter niet op de bewegwijzering weergegeven.

## Geschiedenis
De Ådalsmotorvejen is geopend op 13 juni 1978, tegelijkertijd met de Mariendals Mølle Motorvejen.